# Gilia crassifolia
Gilia crassifolia är en blågullsväxtart som beskrevs av George Bentham. Gilia crassifolia ingår i släktet gilior, och familjen blågullsväxter. Inga underarter finns listade i Catalogue of Life.